# Qualificazioni al campionato europeo maschile di calcio 2024 - Gruppo E
Il gruppo E delle qualificazioni al campionato europeo di calcio 2024 è composto da cinque squadre: Polonia, Rep. Ceca, Albania, Fær Øer e Moldavia. La composizione dei gruppi di qualificazione è stata sorteggiata il 9 ottobre 2022.

## Classifica
| Squadra   | Pt | G | V | N | P | GF | GS | DR  |
| --------- | -- | - | - | - | - | -- | -- | --- |
| Albania   | 15 | 8 | 4 | 3 | 1 | 12 | 4  | +8  |
| Rep. Ceca | 15 | 8 | 4 | 3 | 1 | 12 | 6  | +6  |
| Polonia   | 11 | 8 | 3 | 2 | 3 | 10 | 10 | 0   |
| Moldavia  | 10 | 8 | 2 | 4 | 2 | 7  | 10 | -3  |
| Fær Øer   | 2  | 7 | 0 | 2 | 6 | 2  | 13 | -11 |

## Risultati

### Prima giornata
| Arbitro: | Anastasios Sidīropoulos |

|                                  |           |                  |
| Krejčí 1’ Čvančara 3’ Kuchta 64’ | Marcatori | 87’ D. Szymański |

| Arbitro: | Nick Walsh |

|                       |           |               |
| Nicolăescu 87’ (rig.) | Marcatori | 27’ Mikkelsen |

### Seconda giornata
| Chișinău 27 marzo 2023, ore 20:45 CEST | Moldavia        | 0 – 0 referto | Rep. Ceca | Stadio Zimbru (5 120 spett.)\| Arbitro: \| Daniel Schlager \| |
| Arbitro:                               | Daniel Schlager |               |           |                                                               |

| Arbitro: | Slavko Vinčić |

|               |           |  |
| Świderski 41’ | Marcatori |  |

### Terza giornata
| Arbitro: | Dennis Higler |

|                       |           |  |
| Asani 52’ Bajrami 76’ | Marcatori |  |

| Arbitro: | Arda Kardeşler |

|  |           |                           |
|  | Marcatori | 15’ Krejčí 44’, 75’ Černý |

### Quarta giornata
| Arbitro: | Chrysovalantis Theouli |

|            |           |                                    |
| Færø 45+1’ | Marcatori | 20’ Bajrami 51’ Asllani 90+1’ Muçi |

| Arbitro: | Filip Glova |

|                                 |           |                           |
| Nicolăescu 48’, 79’ Babohlo 85’ | Marcatori | 12’ Milik 34’ Lewandowski |

### Quinta giornata
| Arbitro: | Anthony Taylor |

|           |           |             |
| Černý 56’ | Marcatori | 66’ Bajrami |

| Arbitro: | David Šmajc |

|                             |           |  |
| Lewandowski 73’ (rig.), 83’ | Marcatori |  |

### Sesta giornata
| Arbitro: | Vassilis Fotias |

|  |           |          |
|  | Marcatori | 53’ Rață |

| Arbitro: | José María Sánchez Martínez |

|                    |           |  |
| Asani 37’ Daku 62’ | Marcatori |  |

### Settima giornata
| Arbitro: | Danny Makkelie |

|                          |           |  |
| Asani 9’ Seferi 51’, 73’ | Marcatori |  |

| Arbitro: | Allard Lindhout |

|  |           |                           |
|  | Marcatori | 4’ S. Szymański 65’ Buksa |

### Ottava giornata
| Arbitro: | Rohit Saggi |

|                   |           |  |
| Souček 76’ (rig.) | Marcatori |  |

| Arbitro: | Artur Soares Dias |

|               |           |                |
| Świderski 53’ | Marcatori | 26’ Nicolăescu |

### Nona giornata
| Arbitro: | William Collum |

|             |           |                       |
| Babohlo 87’ | Marcatori | 25’ (rig.) Çikalleshi |

| Arbitro: | Daniele Orsato |

|                |           |            |
| Piotrowski 38’ | Marcatori | 49’ Souček |

### Decima giornata
| Tirana 20 novembre 2023, ore 20:45 CET | Albania        | 0 – 0 referto | Fær Øer | Arena Kombëtare (21 456 spett.)\| Arbitro: \| Sven Jablonski \| |
| Arbitro:                               | Sven Jablonski |               |         |                                                                 |

| Arbitro: | Sandro Schärer |

|                                  |           |  |
| Douděra 14’ Chorý 72’ Souček 90’ | Marcatori |  |

## Classifica marcatori
4 reti
- Ion Nicolăescu (1 rigore)

3 reti
- Jasir Asani
- Nedim Bajrami

- Václav Černý
- Tomáš Souček (1 rigore)

- Robert Lewandowski (1 rigore)

2 reti
- Taulant Seferi
- Ladislav Krejčí

- Vladyslav Babohlo
- Karol Świderski

1 rete
- Kristjan Asllani
- Sokol Çikalleshi (1 rigore)
- Mirlind Daku
- Ernest Muçi
- Tomáš Chorý
- Tomáš Čvančara

- David Douděra
- Jan Kuchta
- Mads Boe Mikkelsen
- Odmar Færø
- Vadim Rață
- Adam Buksa

- Arkadiusz Milik
- Jakub Piotrowski
- Damian Szymański
- Sebastian Szymański